# 唐海县第五农场
唐海县第五农场，是中华人民共和国河北省唐山市曹妃甸区下辖的一个类似乡级单位。

## 行政区划
唐海县第五农场下辖以下地区：
第五农场社区、杜林村、大坨村、临河村、北坨极村、坨东村、林港村和陡坨新村。